# Gerhard Ehlers
Gerhard Ehlers (* 15. April 1948) ist ein ehemaliger deutscher Fußballspieler, der 1971 für den FC Hansa Rostock in der DDR-Oberliga aktiv war.

## Sportliche Laufbahn
Ehlers kam 1959 mit elf Jahren zur Sektion Fußball des SC Empor Rostock, wo er die Nachwuchsabteilung durchlief, ab 1966 beim vom Sportklub ausgegliederten FC Hansa Rostock. Im November 1968 wurde er für 18 Monate zum Wehrdienst eingezogen, konnte aber in dieser Zeit bei der Armeesportgemeinschaft (ASG) Vorwärts Neubrandenburg in der zweitklassigen DDR-Liga weiterhin Fußball spielen.
Im April 1969 kehrte Ehlers zu Hansa Rostock zurück, wo er noch am letzten Spieltag der Saison 1968/69 bei der ebenfalls in der DDR-Liga spielenden 2. Mannschaft als linker Außenstürmer eingesetzt wurde. Bis 1974 gehörte er ständig zum Kader der 2. Hansa-Mannschaft, die in dieser Zeit auch ununterbrochen in der DDR-Liga spielte. In der Spielzeit 1971/72 kam Ehlers zu beiden einzigen Oberligaspielen. Am 10. und 13. Spieltag wurde er als linker Verteidiger eingesetzt. Bis zum Ende der Saison 1971/72 war er Stammspieler bei Hansa II und kam innerhalb von drei Spielzeiten auf 72 Einsätze bei 82 ausgetragenen Punktspielen. 1972/73 kam er bei Hansa II nur am 1. Spieltag zum Einsatz, 1973/74 bestritt er nur fünf Punktspiele.
Für die Saison 1974/75 nominierte der FC Hansa Ehlers zwar noch einmal für die 2. Mannschaft, er kam dort aber nicht mehr zum Einsatz. Auch später erschien er nicht mehr im überregionalen Fußball, sodass es bei seiner Bilanz von zwei Oberligaspielen (kein Tor) und 78 DDR-Liga-Spielen mit neun Toren blieb. Er blieb dem FC Hansa Rostock weiter verbunden und war von 1998 bis 2012 Leiter des Nachwuchsinternats des FC. Sein 1975 geborener Sohn Uwe war über viele Jahre Profi bei den Rostockern und gehört dort inzwischen zum Trainerstab der Profimannschaft.